# バンデイランテス
バンデイランテス（葡: Bandeirantes、単数形：バンデイランテ）は、17世紀中頃の南米ブラジル（サンパウロ）を拠点とした「奥地探検隊」の名称である。白人が主体となって行動した武装集団であったが、マメルコやインディオも兵士や役夫としてその編成に加わっていた。

## ブラジルの歴史における重要性
当時ポルトガルの植民地であったブラジルにおいて、サンパウロを本拠地とした奥地（内陸側）の開発・開拓目的の探検隊を編成した。南米、南半球で一番の大都市となった「サンパウロ」は、南大西洋に面する「サントス港」（現都市：サントス）から内陸（北側）へ約60kmに位置し、当時の内陸開拓における拠点（経由地）として発展した歴史を持っている。
実績として、サトウキビ農園の開拓、その為の労働者（奴隷も含む）の転居移動や、金・銀・銅・鉄等の鉱脈鉱山の発見・資源獲得など、ポルトガルによる当時の南米開拓発展に大いに貢献した。またトルデシリャス条約によって定められたポルトガルの領域を越えて開拓を進めたため、バンデイランテスの進出は現在のブラジル領の形成にもつながった。
ただしバンデイランテによる進出の過程でグアラニー族など先住民の村が破壊され、住民は奴隷とされるなどした。その中にはカトリックの宣教師によって作られた宣教村も含まれる。

## サンパウロ州を走る高速道路の名称として起用
現在、バンデイランテスという名は、大都市サンパウロから奥地探検隊ルートと同じ、北西内陸部（カンピーナス市方面）へ通る高速道路「Rodovia dos Bandeirantes」の名称に使用されている。その他「Rua」等の各地道路の名称にも使用されている。

## 著名なバンデイランテス
- ジョアン・ダ・シルバ・ギマランエス（ポルトガル語版）
- アントニオ・ピレス・デ・カンポス（ポルトガル語版） - 1681年にブラジルのある川の周辺で先住民の襲撃を受けた。以後、その川は「死の川（英語版）」という名前で呼ばれるようになった[2]。